# Scaptodrosophila ehrmanae
Scaptodrosophila ehrmanae är en tvåvingeart som först beskrevs av Michael J. Parsons och Bock 1977.  Scaptodrosophila ehrmanae ingår i släktet Scaptodrosophila och familjen daggflugor. Inga underarter finns listade i Catalogue of Life.